# Коваль Іван Григорович
Іван Григорович Коваль (нар. 24 листопада 1913, Одеська губернія, тепер Одеська область — 21 жовтня 1970, місто Душанбе, тепер Таджикистан) — радянський діяч, 1-й секретар Кіровоградського міського комітету КП(б)У, 2-й секретар ЦК КП Таджикистану. Член Бюро ЦК КП Таджикистану в 1961—1970 р. Кандидат у члени ЦК КПРС в 1961—1970 р. Депутат Верховної Ради СРСР 6—8-го скликань.

## Біографія
Народився у родині селянина-наймита. З 1929 року працював завідувачем сільського клубу. Обирався секретарем комсомольського осередку села.
З 1931 року — у Червоній армії.
У 1933—1934 роках — заступник директора радгоспу.
У 1937 році закінчив Український комуністичний сільськогосподарський інститут імені Артема у Харкові.
З 1937 року — директор сільськогосподарського технікуму.
Член ВКП(б) з 1938 року.
У 1940—1941 роках — на партійній роботі.
У 1941—1946 роках — на політичній роботі у Червоній армії, учасник німецько-радянської війни.
У 1946—1949 роках — інструктор, заступник завідувача відділу Кіровоградського обласного комітету КП(б)У.
У 1949—1950 роках — 2-й секретар Кіровоградського міського комітету КП(б)У.
З січня по листопад 1950 року — 1-й секретар Кіровоградського міського комітету КП(б)У.
У листопаді 1950 — 3 вересня 1951 року — секретар Кіровоградського обласного комітету КП(б)У.
У вересні 1951—1954 роках — слухач Вищої партійної школи при ЦК КПРС.
У 1954—1961 роках — інструктор ЦК КПРС; інспектор ЦК КПРС.
12 квітня 1961 — 21 жовтня 1970 року — 2-й секретар ЦК КП Таджикистану.
Помер після важкої і тривалої хвороби.

## Нагороди
- два ордени Трудового Червоного Прапора
- орден Вітчизняної війни II-го ст.
- орден Червоної Зірки
- медалі